# Плајскирхен
Плајскирхен (њем. Pleiskirchen) општина је у њемачкој савезној држави Баварска. Једно је од 24 општинска средишта округа Алтетинг. Према процјени из 2010. у општини је живјело 2.347 становника. Посједује регионалну шифру (AGS) 9171127.

## Географски и демографски подаци
Плајскирхен се налази у савезној држави Баварска у округу Алтетинг. Општина се налази на надморској висини од 450 метара. Површина општине износи 52,6 km². У самом мјесту је, према процјени из 2010. године, живјело 2.347 становника. Просјечна густина становништва износи 45 становника/km².